# Waffenstillstand von Focșani

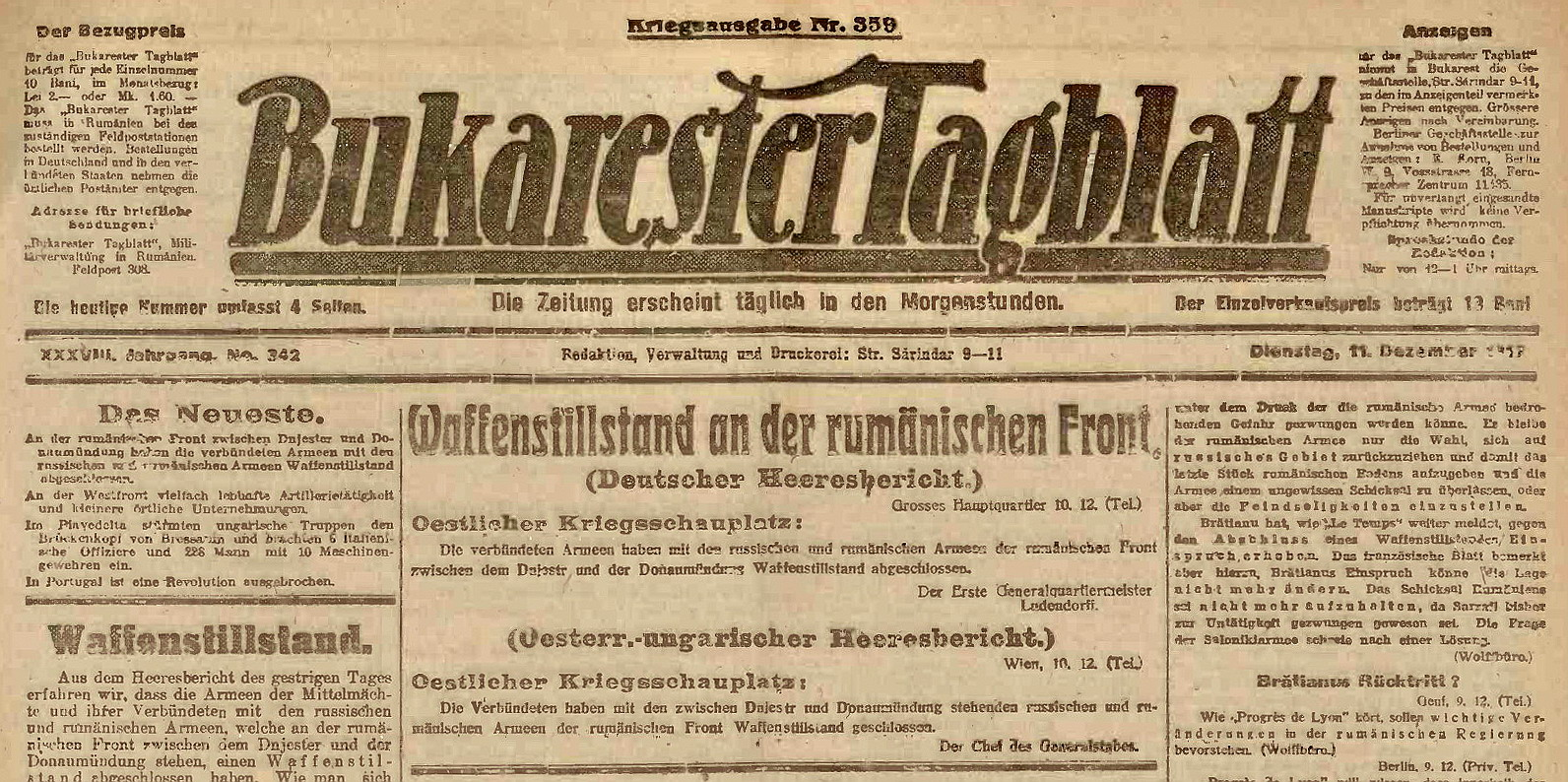
Meldung zum Waffenstillstand auf dem Titelblatt einer Zeitung

Der Waffenstillstand von Focșani wurde während des Ersten Weltkriegs am 9. Dezember 1917 in Focșani zwischen den Vertretern der Mittelmächte einerseits und denen des Königreichs Rumänien und der russischen Armee andererseits geschlossen und hatte die Einstellung der Kampfhandlungen an der rumänischen Front zum Inhalt.

## Hintergrund
Nach zunächst verheerenden Niederlagen gegen die Mittelmächte nach dem rumänischen Kriegseintritt 1916 und dem Verlust der Hauptstadt Bukarest und rund der Hälfte der Landesfläche hatte die rumänische Armee mit russischer Unterstützung und dank Waffenlieferungen der Entente-Mächte im Jahr 1917 die Lage an der Front wieder stabilisieren können und mehrere Schlachten für sich entschieden, zuletzt die Schlacht von Mărășești im August und September 1917.
Die Machtübernahme der Bolschewiki in Russland Anfang November 1917 führte dann aber eine völlig neue Situation herbei. Eines der ersten Dekrete der neuen Regierung, das Dekret über den Frieden vom 8. November, sah die umgehende Aufnahme von Friedensverhandlungen aller Kriegsbeteiligten nach dem Grundsatz eines „Friedens ohne Annexionen und Kontributionen“ vor. Am 22. November schlug die bolschewistische Regierung den Regierungen der Mittelmächte die Aufnahme von Waffenstillstandsverhandlungen vor. Am 3. Dezember begannen die Verhandlungen in Brest-Litowsk, wo am 5. Dezember ein vorläufiger Waffenstillstand vereinbart wurde. Am 4. Dezember trat auch der russische Oberbefehlshaber an der rumänischen Front, General Dmitri Schtscherbatschow, mit einem von Parlamentären überreichten Schreiben an die Befehlshaber der Mittelmächte, Erzherzog Joseph und Generalfeldmarschall August von Mackensen zwecks Aufnahme von Waffenstillstandsverhandlungen heran.
König Ferdinand I. berief am gleichen Tag, dem 4. Dezember, in Iași den Kronrat ein. Auf dem Treffen, an dem auch die Armeebefehlshaber teilnahmen, musste der unvermeidbar erscheinende Entschluss zur Aufnahme von Waffenstillstandsverhandlungen auch für die rumänische Armee gefasst werden. Am folgenden Tag überbrachten Parlamentäre das rumänische Gesuch, die rumänische Seite stellte die Kampfhandlungen bereits um 8 Uhr vormittags am 5. Dezember ein, lokale Waffenruhen wurden in der Folge vereinbart.

## Verhandlungen in Focșani
Die Verhandlungen in Focșani begannen am 7. Dezember. Mackensen ernannte den Führer des I. Reserve-Korps, Generalleutnant Curt von Morgen, zum deutschen Verhandlungsleiter, die österreichische Seite benannte Generalmajor Oskar Hranilović von Czvetassin, den vormaligen Leiter des Evidenzbüros. Die Verbündeten Bulgarien und Osmanisches Reich waren durch niederrangige Offiziere vertreten. Die Russen entsandten General Anatoli Keltschewski, Befehlshaber der 9. Armee, als Delegationsleiter, die Rumänen ihren Vizegeneralstabschef Alexandru Lupescu.
Harte Verhandlungen fanden insbesondere über die Frage statt, in welchem Umfang Truppenverschiebungen der Mittelmächte nach anderen Kriegsschauplätzen zulässig sein sollten. Vor allem die Rumänen wollten größere Verschiebungen nicht zulassen, um ihr Verhältnis zur Entente nicht zu belasten. Nach einer Verhandlungspause wurde am 9. Dezember um 22:30 Uhr der Vertrag von den Bevollmächtigten unterschrieben.

## Inhalt
Der in französischer Sprache abgefasste Vertrag verstand sich als provisorischer Waffenstillstand, der zunächst bis zur Einberufung der konstituierenden Versammlung in Russland Gültigkeit haben sollte, die über die Frage von Krieg und Frieden zu entscheiden haben würde. Er trat sofort in Kraft und konnte mit einer Kündigungsfrist von 72 Stunden gekündigt werden. Sein Geltungsbereich war die Front zwischen dem Dnister und der Donau-Mündung, er würde seine Geltung verlieren, sollte von den beteiligten Mächten ein umfassenderer Vertrag ausdrücklich für die gesamte Ostfront zwischen Ostsee und Schwarzem Meer abgeschlossen werden. Es war den Vertragsparteien gestattet, alle bis zum 5. Dezember verfügten Truppenverschiebungen noch auszuführen. Die Frage der Schifffahrt auf der Donau sollte eine gemischte Kommission mit Sitz in Odessa bearbeiten.
Verbrüderungen zwischen den Truppen wurde vorgebeugt, indem das Betreten des Niemandslandes zwischen den Stacheldrahthindernissen verboten wurde, wer hier angetroffen wurde, musste damit rechnen, in Kriegsgefangenschaft  zu geraten. Diese Vorschrift ging vor allem auf rumänisches Betreiben in den Vertragstext ein.

## Folgen
Die deutsche Seite hielt in den folgenden Monaten den Druck auf Rumänien durch Forderungen nach Gebietsabtretungen aufrecht mit dem Ziel, wie auch mit Russland zu einem endgültigen Frieden zu kommen. Die rumänische Regierung Brătianu trat Anfang Februar 1918 zurück, nachdem sie sich geweigert hatte, an den Brester Friedensverhandlungen teilzunehmen oder überhaupt über einen Frieden mit den Mittelmächten zu verhandeln. Ihr folgte die Regierung unter dem General Alexandru Averescu, die am 5. März nach einem deutschen Ultimatum den Vorfrieden von Buftea schloss. Averescu trat am 14. März zurück und wurde durch den Konservativen Alexandru Marghiloman, der schon 1916 gegen einen rumänischen Kriegseintritt gewesen war, ersetzt. Die Regierung Marghiloman schloss am 7. Mai den Frieden von Bukarest mit den Mittelmächten ab, der jedoch vom rumänischen Parlament nie ratifiziert wurde.
Stattdessen trat Rumänien kurz vor Kriegsende, am 10. November 1918, erneut in den Krieg gegen die Mittelmächte ein und sicherte sich so einen Platz im Kreis der Siegermächte auf der Pariser Friedenskonferenz. Der 1920 unterzeichnete Vertrag von Trianon erlaubte dem Land die Erfüllung des Traums von einem Großrumänien.